# Maison de Falkenstein
Pour les articles homonymes, voir Falkenstein.
La maison de Falkenstein est une famille noble allemande de Hesse, qui tient son nom du château de Falkenstein dans le Palatinat rhénan.
Les Falkenstein sont une branche de la Famille de Hesse.
Gertrude von Falkenstein, épouse morganatique du dernier prince électeur de Hesse, fut anoblie princesse royale et impériale en 1831 par son époux Son Altesse Fredrich Willem von Hanau prince électeur de Hesse Kassel

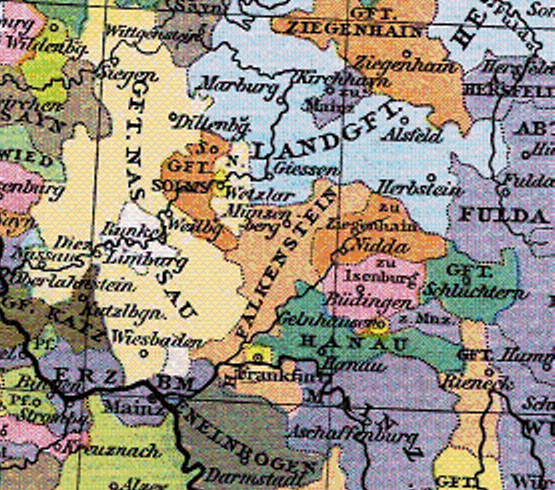
Domaines des Falkenstein vers 1400 (orange clair, au milieu).

## Origine
Le premier membre connu est Philippe IV de Bolanden : vers 1220, en effet, la famille des Bolanden se divise en Bolanden, Hohenfels (de) et Falkenstein.
En 1246 Philippe IV devient intendant du château-fort de Trifels et gardien des Regalia du Saint-Empire romain germanique. Son épouse, Isengard de Münzenberg, hérite en 1255 d'une partie de la seigneurie de Münzenberg (de), à l'extinction de la descendance mâle des Hagen-Münzenberg (de). Les Falkenstein reçoivent la majeure partie de l'héritage. Ayant pris possession d'une grande partie de la région Rhin-Main, ils se construisent le château de Neufalkenstein (de) près de Königstein im Taunus.
Dans leur héritage des Münzenberg, on note aussi la ville d'Offenbach-sur-le-Main, qui fut gagée en 1372 au conseil de la ville de Francfort-sur-le-Main pour 1 000 florins. En 1410 cette mise en gage est renouvelée, et ensuite il n'en est plus question, mais la ville a dû être rachetée, car elle ne sera pas incorporée à Francfort.
L'apogée de la famille est sans doute l'élévation au rang de comte de Philippe VII de Falkenstein-Münzenberg en 1397.

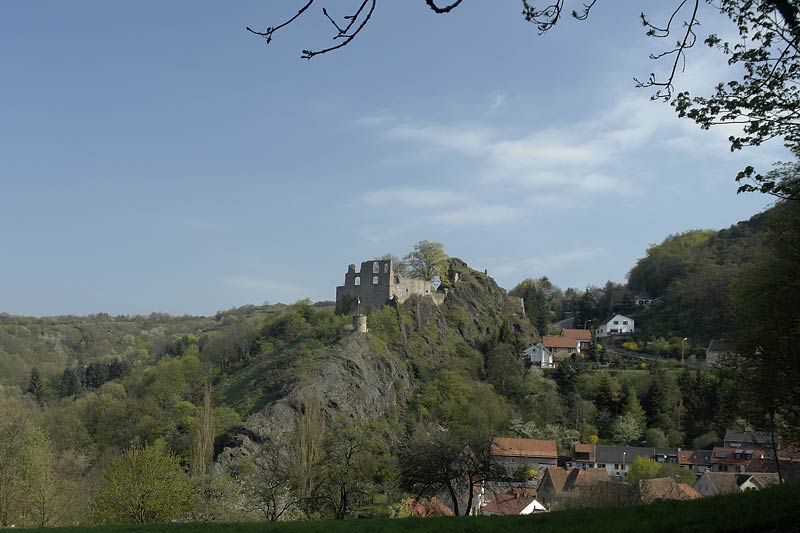
Burg Falkenstein (Palatinat)
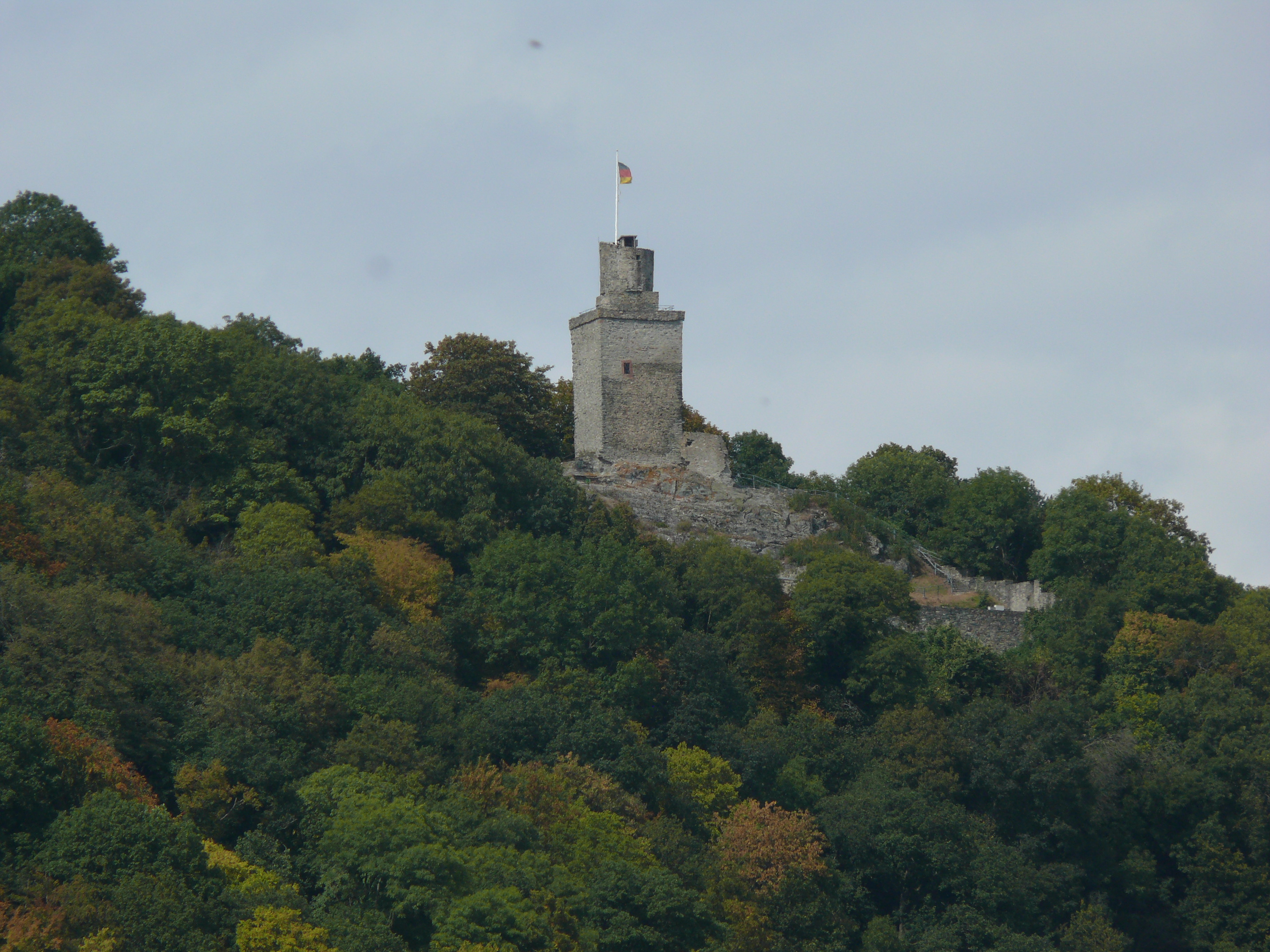
Château de Neufalkenstein (Taunus)
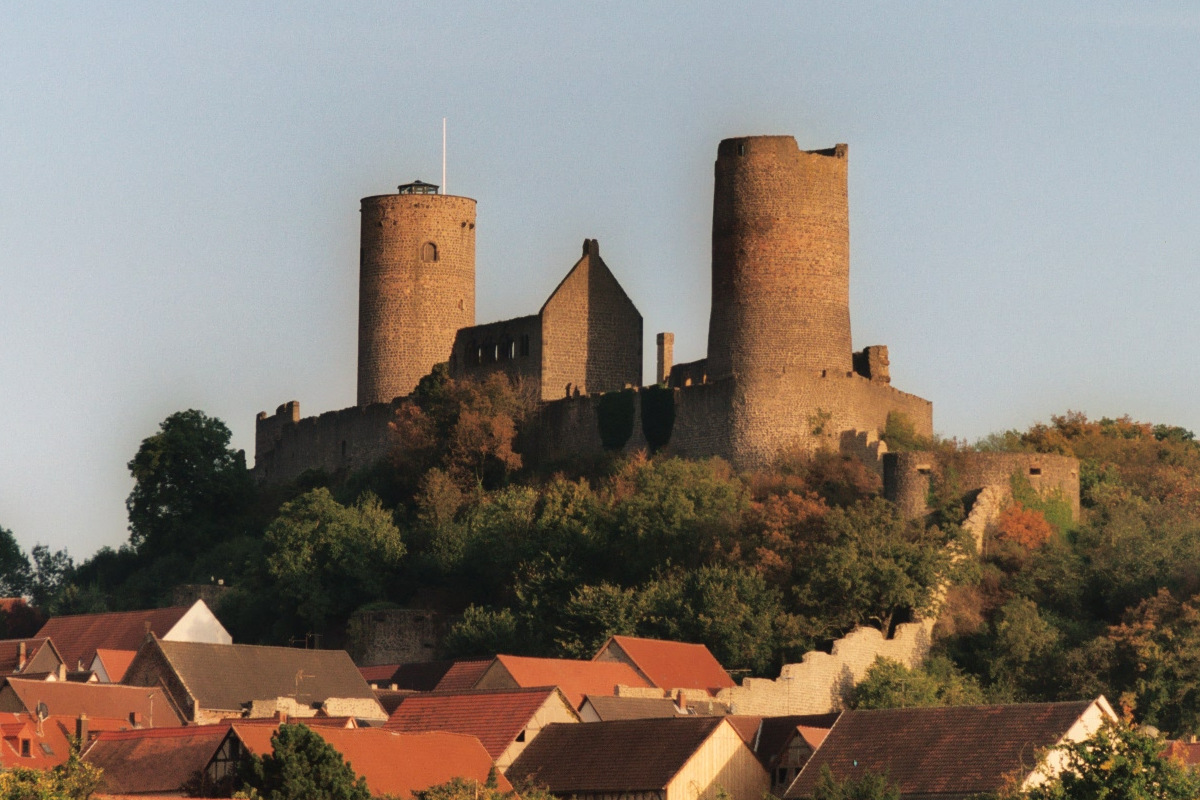
Burg Münzenberg

## Le dernier Falkenstein
Le comte Werner de Falkenstein est archevêque de Trèves de 1388 à sa mort en 1418. Malgré les protestations de Francfort, il construit une place forte à Offenbach et y perçoit les droits de douane, tout en détruisant les fortifications de la maison de Saxe (de) ; il fait même frapper monnaie dans la ville d'Offenbach, ce qui sera reçu comme une provocation par la ville libre de Francfort.
La descendance mâle des Falkenstein s'éteint avec la mort de Werner en 1418. Leurs propriétés seront réparties entre les seigneurs d'Eppstein (de) et les comtes de Solms. Une partie de l'héritage revenu aux Solms reviendra à la maison d'Isembourg-Büdingen, quand Élisabeth de Solms épouse le comte Thierry d'Isembourg. Il en ira de même des comtes de Sayn et de Virnebourg (de), qui épouseront des filles de Solms.

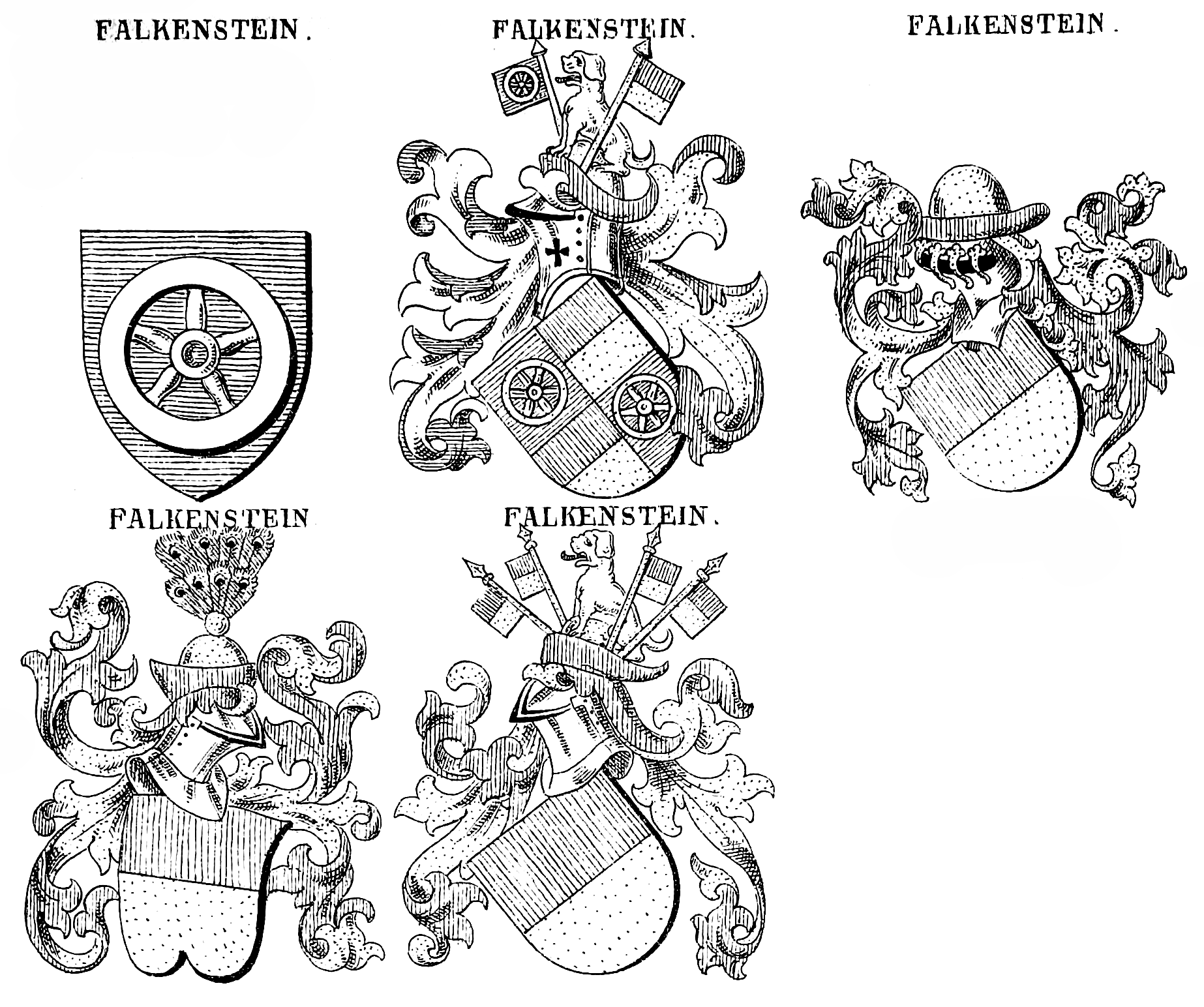
Armes des Falkenstein (Nassau) dans l'armorial de Johann Ambrosius Siebmacher.

## Armes
Les armes des Falkenstein étaient une roue argent sur fond bleu (les Bolanden avaient une roue rouge sur fond or). Après l'héritage Münzenberg, ils reçoivent les deux couleurs rouge et or, qui seront les seules armes conservées ensuite. Au-dessus des armes, apparaît en 1302 un heaume d'or avec d'un côté la roue argentée et de l'autre les couleurs rouge et or, mais cela disparaîtra au profit des seules couleurs rouge et or.

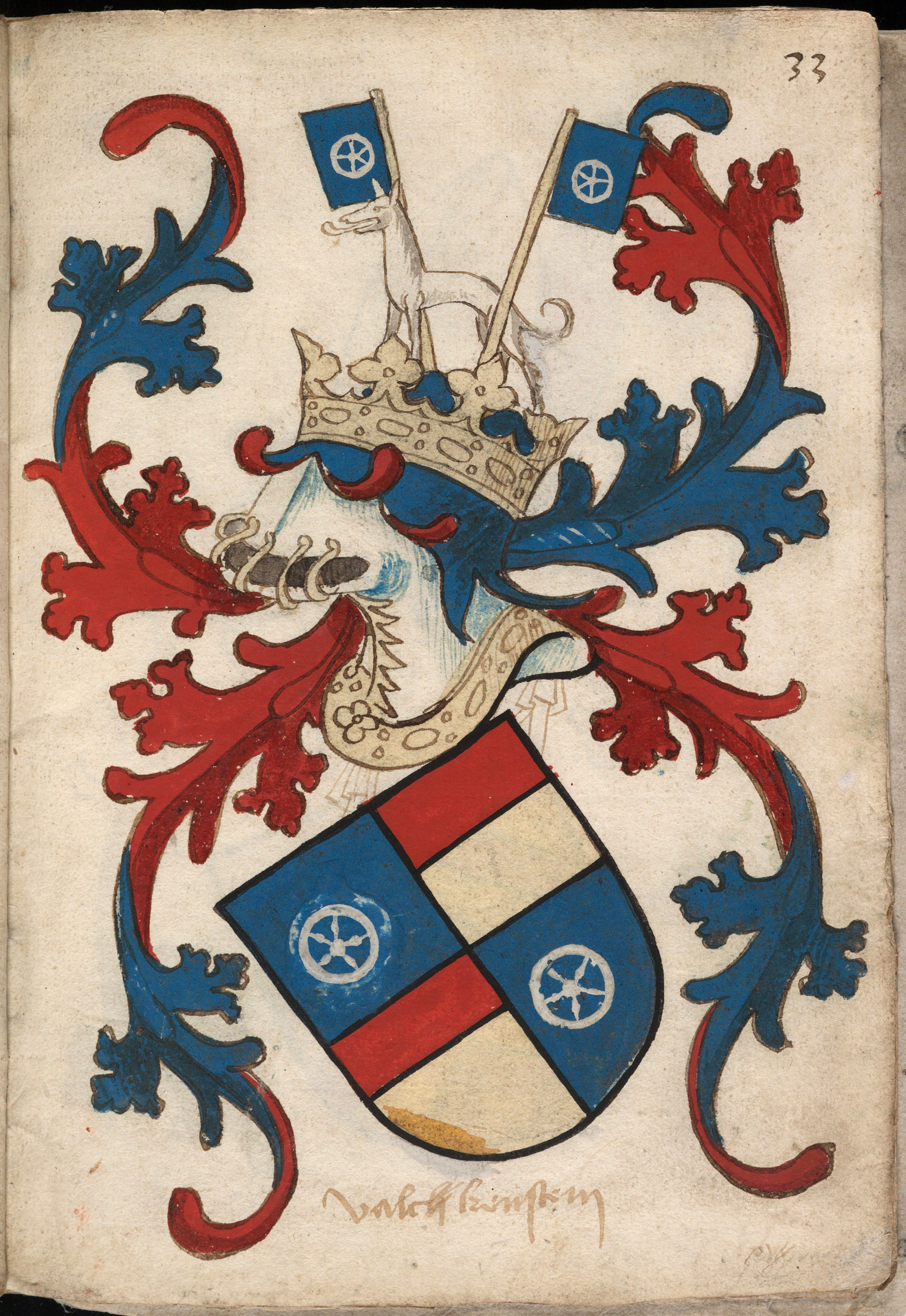
Les armoiries des Falkenstein dans l'Armorial de Nassau-Vianden (1490).

## Légende
La dernière descendante des Falkenstein est la comtesse Anna, sœur de l'archevêque Werner. Elle s'installe à Dreieichenhain, où elle fonde un hospice pour les malades et les infirmes, lequel hospice durera jusqu'en 1750. Il est alors déplacé à Offenbach, ce qui est la source d'une légende encore attestée au XIXe siècle selon laquelle le spectre de la comtesse attendait le retour de son hospice en son lieu d'origine.

## Personnalités
- Cunon II de Falkenstein, archevêque de Trèves (1362–1388).
- Werner de Falkenstein, archevêque de Trèves (1388-1418).